# Concierto para clarinete (Hindemith)
El Concierto para clarinete es un concierto para clarinete de Paul Hindemith. La pieza fue estrenada en 1950 por Benny Goodman, para quien fue compuesta en 1947, con la Filarmónica de Filadelfia, dirigida por Eugene Ormandy. El concierto consta de cuatro movimientos y está compuesta en una «forma cuasi-neoclásica». Los movimientos son: sonata-allegro, scherzo, variación, y rondó.